# Pietro Lauro
Pietro Lauro, conosciuto anche come Pietro Lauro Modonese o Pietro Lauro da Modona (Modena o dintorni, 1510 circa – Venezia, 1568 circa) è stato un traduttore, scrittore e divulgatore scientifico italiano.
Nonostante non si conosca gran parte della sua biografia, fu uno dei poligrafi italiani più conosciuti del Cinquecento. La sua produzione raccoglie traduzioni dal latino, dal greco e dallo spagnolo e riguardano opere di autori classici, stranieri e protestanti. Lauro si dimostrò abile nel trattare testi con temi molto diversi, come la filosofia, l'architettura, la medicina, il giardinaggio, l'agronomia, le scienze biologiche, la storia, la teologia e l'astronomia. Si cimentò anche nella scrittura di un poema cavalleresco sullo stile di quelli spagnoli, il Polendo, sua magnum opus in questo senso.
Aderente alla Riforma protestante, sebbene le sue trasposizioni siano state oggetto di critiche già degli autori a lui contemporanei, che le giudicarono troppo letterali, rozze e imparziali, a Lauro si deve il merito di aver ultimato la traduzione in lingua volgare di numerosi testi sia classici, sia scientifici, sia epistolari. I suoi lavori ebbero una notevole diffusione, non solo tra i letterati veneziani della sua epoca, ma in tutta Italia, tanto che alcune sue traduzioni vengono ancora oggi ristampate in nuove edizioni.

## Biografia

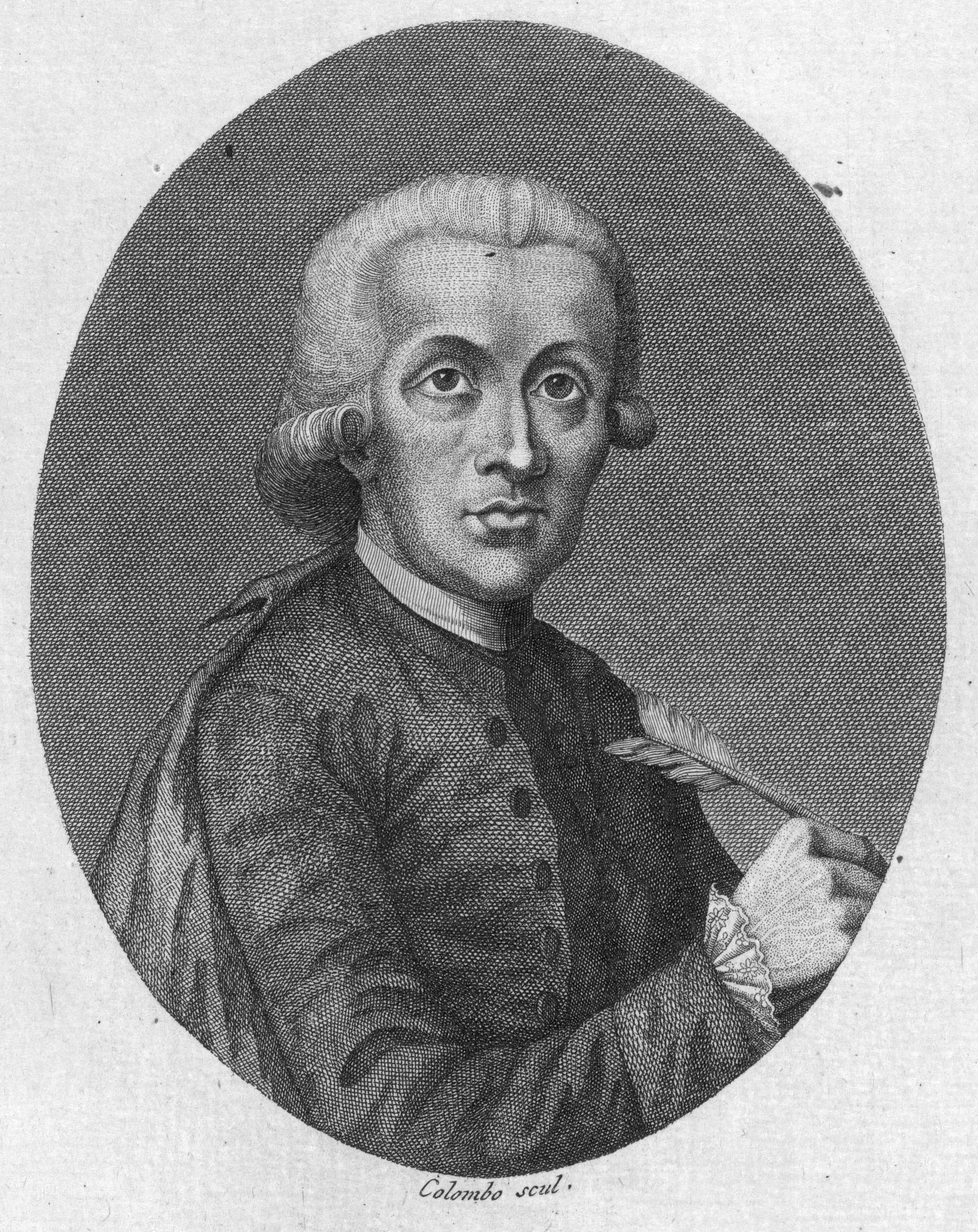
Girolamo Tiraboschi fu il primo a tentare di ricostruire la biografia di Lauro

### Giovinezza
Sulla vita di Lauro si hanno scarse notizie e pochi dati biografici certi. Si suppone che sia nato intorno al 1510, forse da una famiglia di umili origini. L'unica menzione sulla sua giovinezza è una testimonianza di Lodovico Castelvetro, suo contemporaneo e conterraneo, riportata poi per iscritto da Girolamo Tiraboschi:
Questa testimonianza è peraltro confutata da altre fonti; lo stesso Tiraboschi ne mette in dubbio alcune suggestioni, come quella che egli possa esser diventato frate. Probabilmente ricevette una formazione discontinua e non particolarmente elevata; si ritiene che possa aver conseguito gli studi universitari a Bologna o a Padova, sebbene il suo nome non figuri negli Acta graduum dei due atenei. Tenendo in considerazione i suoi lavori di divulgazione scientifica nell'area medica, si ritiene che possa aver seguito corsi universitari in medicina, ma questo dato non è comprovato da fonti attendibili. È invece quasi certo che, come molti dei futuri accademici nati negli anni Dieci del Cinquecento come Lodovico Dolce, Anton Francesco Doni, Girolamo Ruscelli e Niccolò Franco, Lauro entrò in contatto con le opere di Erasmo da Rotterdam, tra cui Adagia, De conscribendis epistolis e De duplici copia verborum ac rerum.

### Primo periodo veneziano (1539-1546)

#### Condizione lavorativa

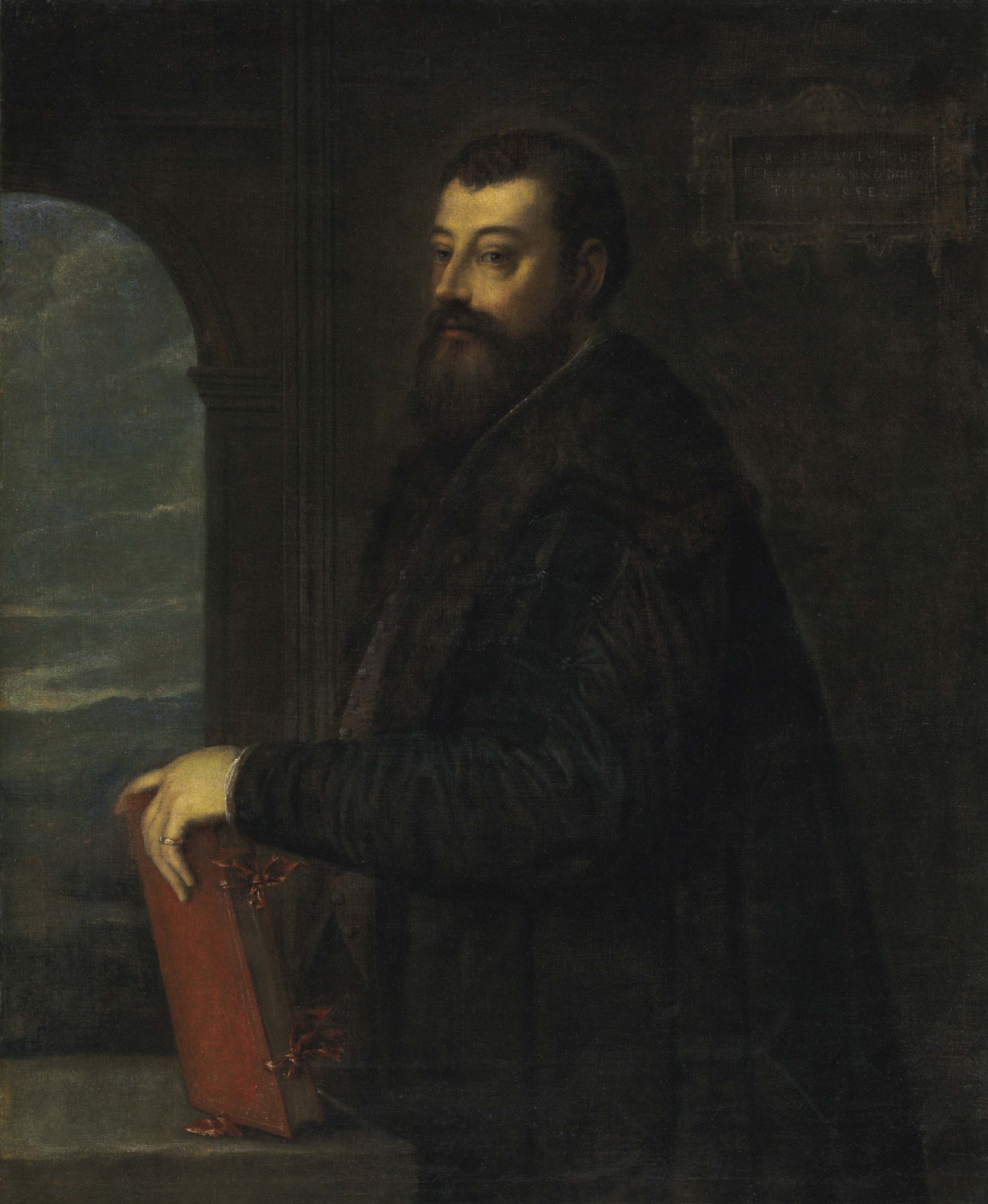
Gabriele Giolito de' Ferrari, tipografo per cui Lauro curò le traduzioni di numerosi testi classici

Come altri letterati italiani, Lauro fu attratto dall'offerta lavorativa data dall'industria tipografica veneziana, stabilendosi nella città lagunare forse all'inizio degli anni Quaranta. Tuttavia, la sua prima opera, stampata nella medesima città, riporta la data del 1539: si tratta del Petri Lauri Mutinensis Preludium ad copiam dicendi, ubi et obiter muliebre ingenium mobile et uarium, porut [sic] copia dicendi potuit, exprimitur, di cui oggi soppravvive, inserito in un volume miscellaneo, un'unica copia conservata alla Biblioteca Apostolica vaticana. Si tratta, per stile e impostazione, di un testo didattico, forse aggregato nel corso della pratica d'insegnamento; da ciò forse deriva l'affermazione di Castelvetro:
Ma anche qui, il Tiraboschi si conferma scettico:
Lauro probabilmente non era un semplice grammatico, che si limitava all'insegnamento dei rudimenti di latino a dei bambini o ragazzi, ma un vero e proprio professore (anche di greco antico), che impartiva lezioni a studenti impiegati in studi di uno stadio più avanzato. Accanto a questa attività didattica, egli affiancava altre attività remunerative, al fine di mantenere la sua numerosa famiglia (di cui si hanno notizie dalle sue lettere), come scrittore su commissione o anche copista (al Civico Museo Correr è presente una sua copia a mano del Comentari delle cose turchesche). A Venezia, Lauro è inoltre ricordato come maestro di scuola in documenti del 1561, il cui impiego è testimoniato anche da una lettera indirizzatagli da Lucrezia Gonzaga di Gazzuolo nel 1552. Nonostante ciò, oltre a queste informazioni, è quasi impossibile ricostruire certamente la biografia di Lauro antecedente al 1542. Dalle sue lettere è noto che egli visse in una condizione vicina alla povertà per tutta la sua vita, nonostante l'aiuto e i benefici economici ottenuti da conoscenti e amici, spesso stranieri, oltre alle entrate generate dai suoi lavori.

Fu l'attività di volgarizzatore di testi classici quella che lo rese più famoso: tra il 1542 e il 1568 vi furono prolifiche iniziative imprenditoriali per stampare in italiano volgare testi in latino o in greco. Principalmente, quest'attività venne intrapresa da tipografi veneziani come Gabriele Giolito de' Ferrari, che nel 1542, quattro anni dopo aver ereditato l'attività del padre, si circondò di numerosi letterati impiegati nell'assemblamento, nella correzione e nel volgarizzamento dei testi classici ed europei. La categoria dei poligrafi, di cui Lauro sarebbe entrato a far parte, composta da scrittori e traduttori che si occupavano di argomenti vari, talvolta notevolmente diversi, per intenti divulgativi, conobbe proprio in questo periodo la fase di più intensa della sua attività.

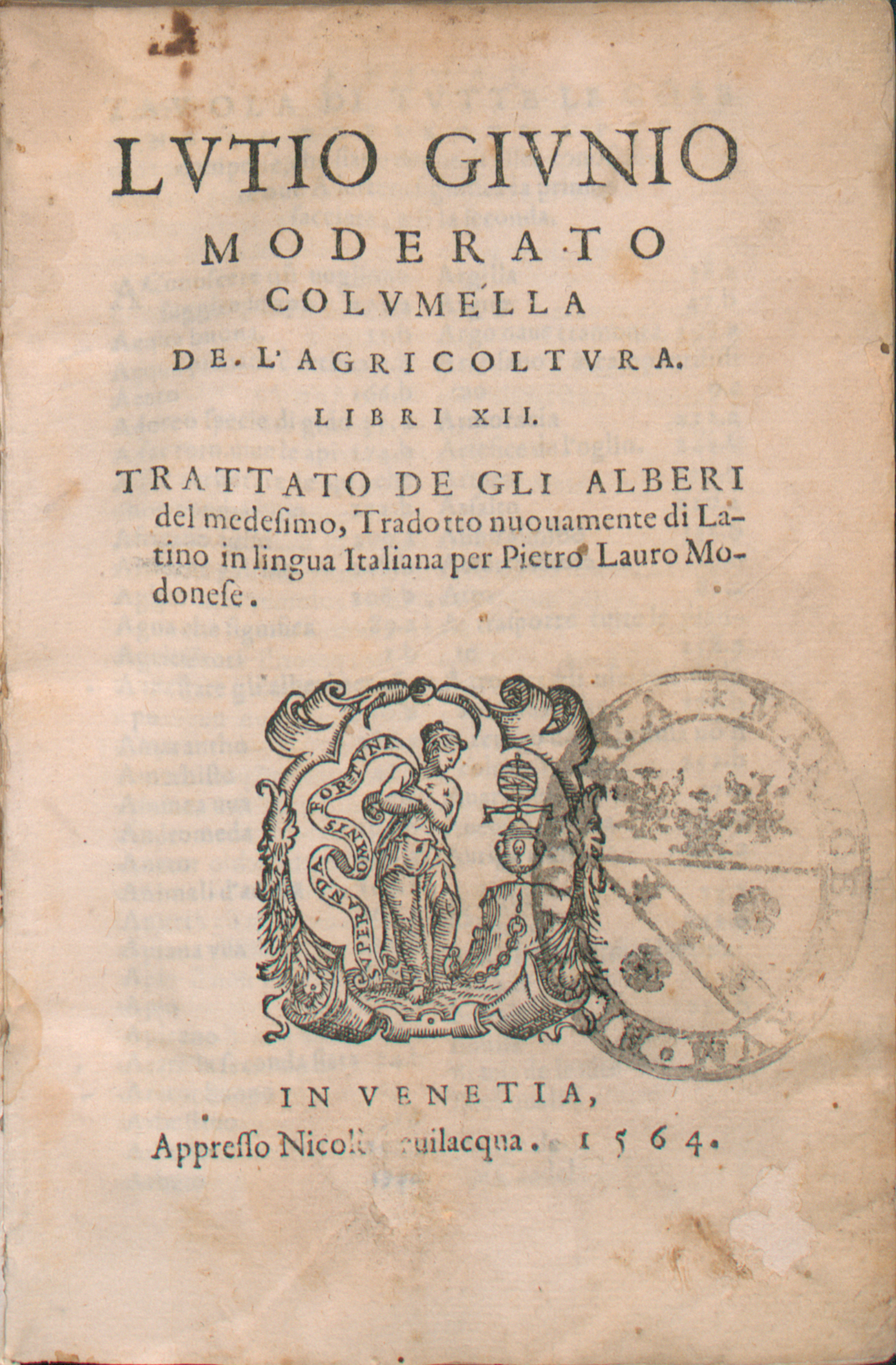
Frontespizio del dodicesimo libro del De l'agricoltura di Lucio Giunio Moderato Columella, tradotto da Lauro nel 1564

#### Prime traduzioni
Sebbene il programma editoriale delle officine di stampa fosse sottoposto all'approvazione dei titolari, essi lasciavano ampio spazio alle proposte e ai consigli dei loro collaboratori. Lauro esordì così come traduttore nel 1542, proponendo e concludendo la prima trasposizione in volgare dell'Oneirocritica di Artemidoro di Daldi per Giolito, intitolata Dell'interpretatione de sogni, dedicata a Diego Hurtado de Mendoza y Pacheco, ambasciatore spagnolo a Venezia. Ancora oggi, per la pubblicazione italiana alcune edizioni utilizzano questa versione del testo, basandosi sulla ristampa del 1547. Seguì poco dopo il De' notevoli et utilissimi ammaestramenti dell'agricoltura, traduzione dei Geoponica, opera bizantina allora attribuita all'imperatore Costantino VII Porfirogenito, oggi a Cassiano Basso, autore vissuto tra i secoli VI e VII. Dopo questi primi lavori che, come confermano gli esami delle prefazioni, risultano essere frutto di una sua personale iniziativa nella scelta dei testi, Lauro venne notato da altri tipografi, come Michele Tramezzino, con cui iniziò a collaborare parallelamente. Egli gli affidò la traduzione della Chronica dell'astronomo tedesco Johann Carion. Questi testi storico-annalistici ebbero un grande successo all'epoca e Lauro, sempre per Tramezzino, ne tradusse un altro l'anno seguente, ovvero il Catalogo de gli anni et Principi de la creatione de l'huomo sin a 1540 dal nascere di Christo di Valerius Anshelm.
Tra il 1543 e il 1545, Lauro si affermò in diversi campi della letteratura specialistica, traducendo da latino e greco opere di svariati generi. Interessante risulta la pubblicazione volgarizzata della raccolta storica Della guerra troiana: si trattava dell'edizione italiana della fortunata silloge pseudoantica Auctores vetustissimi, pubblicata nel 1498 dal domenicano Annio da Viterbo; nel 1550 fu riproposta rimaneggiata come I cinque libri de le antichità de Beroso sacerdote caldeo. Quindi effettuò anche altre traduzioni da storici greci, come il De i fatti del Magno Alessandro re di Macedonia, risultato della volgarizzazione dell'Anabasi di Alessandro di Arriano, a cui seguirono di Flavio Giuseppe il De l'antichità giudaiche (Antichità giudaiche) e l'Historia d'Egesippo di San Girolamo; si occupò poi di testi di agricoltura, come Le herbe, fiori, stirpi, che si piantano ne gli horti di Charles Estienne, e di un testo di medicina tratto dal Corpus Hippocraticum, Opere utilissime in medicina di Polibio illustre medico. Del 1546 è invece la traduzione del De re aedificatoria di Leon Battista Alberti, intitolata I dieci libri de l'architettura. Pur essendo quella di Lauro la prima versione volgarizzata dell'opera di Alberti e godendo essa di una certa popolarità, la traduzione che ricevette più credito all'epoca fu quella successiva di Cosimo Bartoli, pubblicata a Firenze nel 1550, che soppiantò completamente quella del modenese nelle edizioni future. Ciò è dovuto a diversi fattori: non solo la resa in italiano del testo risulta migliore e meno letterale, ma anche il confronto tra le due prime edizioni vede quella toscana risultare meglio curata, essendo corredata da un buon numero di immagini (di cui è priva la versione veneta). Il libro con la traduzione di Lauro rimane comunque importante a livello storico, in quanto prima versione vernacolare del primo libro "moderno" di architettura. Inoltre, l'edizione, date le ridotte dimensioni del volume, quasi considerabile come "tascabile", venne pensata per essere proposta ad un pubblico più ampio (meno agiato e istruito) rispetto alla versione in latino.

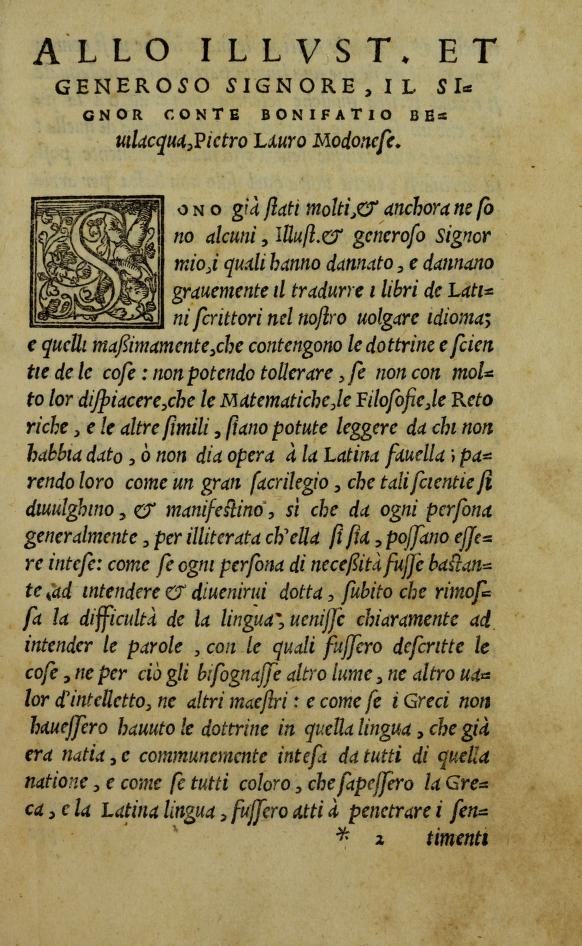
Dedica di Pietro Lauro al conte Bonifacio Bevilacqua ne I dieci libri de l'architettura, sua volgarizzazione del De re aedificatoria di Leon Battista Alberti pubblicata nel 1546

Oltre alle lingue classiche, nella prima parte della sua attività Lauro volgarizzò anche dallo spagnolo. Di queste, le più importanti riguardarono opere letterarie di puro intrattenimento, come la Historia del valorosissimo cavallier della Croce e De l'ufficio del marito, come si debba portare verso la moglie di Juan Luis Vives, dedicato a Eleonora di Toledo. Di notevole importanza storica in questo periodo sono i volgarizzamenti di due opere poi messe all'Indice dei libri proibiti: l'unica traduzione italiana completa del 1543 del De inventoribusrerum dell'umanista urbinate Polidoro Virgili (bandita nel 1557), comparsa come De l'origine e de gl'inventori de le leggi, costumi, scientie, arti, et di tutto quello che a l'humano uso conviensi e la prima versione volgarizzazione dei Colloquia familiaria di Erasmo da Rotterdam, stampata presso la bottega del francese Vincenzo Valgrisi nel 1545 e ristampata quattro anni più tardi con il testo revisionato. La traduzione italiana di quest'opera, che probabilmente servì da ispirazione per Alessandro Caravia per la stesura del suo poemetto Il sogno dil Caravia, attirò l'interesse di molti studiosi, tra cui Benedetto Croce. Nella ristampa, la dedica del Modenese è rivolta a Renata di Francia, moglie di Ercole II d'Este, probabilmente sotto richiesta stessa della duchessa, per poter essere accostata ad un autore in quel momento molto in voga in Europa per inserirsi al meglio nell'élite di intellettuali di Ferrara.

### Secondo periodo veneziano (1550-1568)
Non si hanno quindi più notizie di Lauro, forse per via di una sua assenza da Venezia, fino al 1550, quando pubblicò il già citato Beroso sacerdote caldeo. Questo era la volgarizzazione del testo di Annio da Viterbo del 1498 Commentaria super opera diversorum auctorum de antiquitatibus loquentium, in cui Annio sosteneva di aver ritrovato dei testi perduti attribuibili a Berosso. I testi ritrovati si riveleranno essere dei falsi, probabilmente creati ad hoc dallo stesso Annio: era uso comune da parte di molti autori attribuire il nome dell'astrologo babilonese ai propri lavori per fargli acquisire prestigio. La traduzione di Lauro ottenne largo successo come il testo originale, tanto che a questo testo fece subito seguito l'anno seguente una traduzione incompleta dei Moralia di Plutarco, intitolata Le piacevoli et ingeniose questioni di Plutarcho. Infine, nel 1552, Tramezzino diede alle stampe il primo libro De le lettere di m. Pietro Lauro modonese, che godette di una seconda ristampa nel 1553; nel 1560 ne venne pubblicato un secondo libro, senza indicazione dello stampatore, ma riconducibile alla bottega di Comin da Trino.

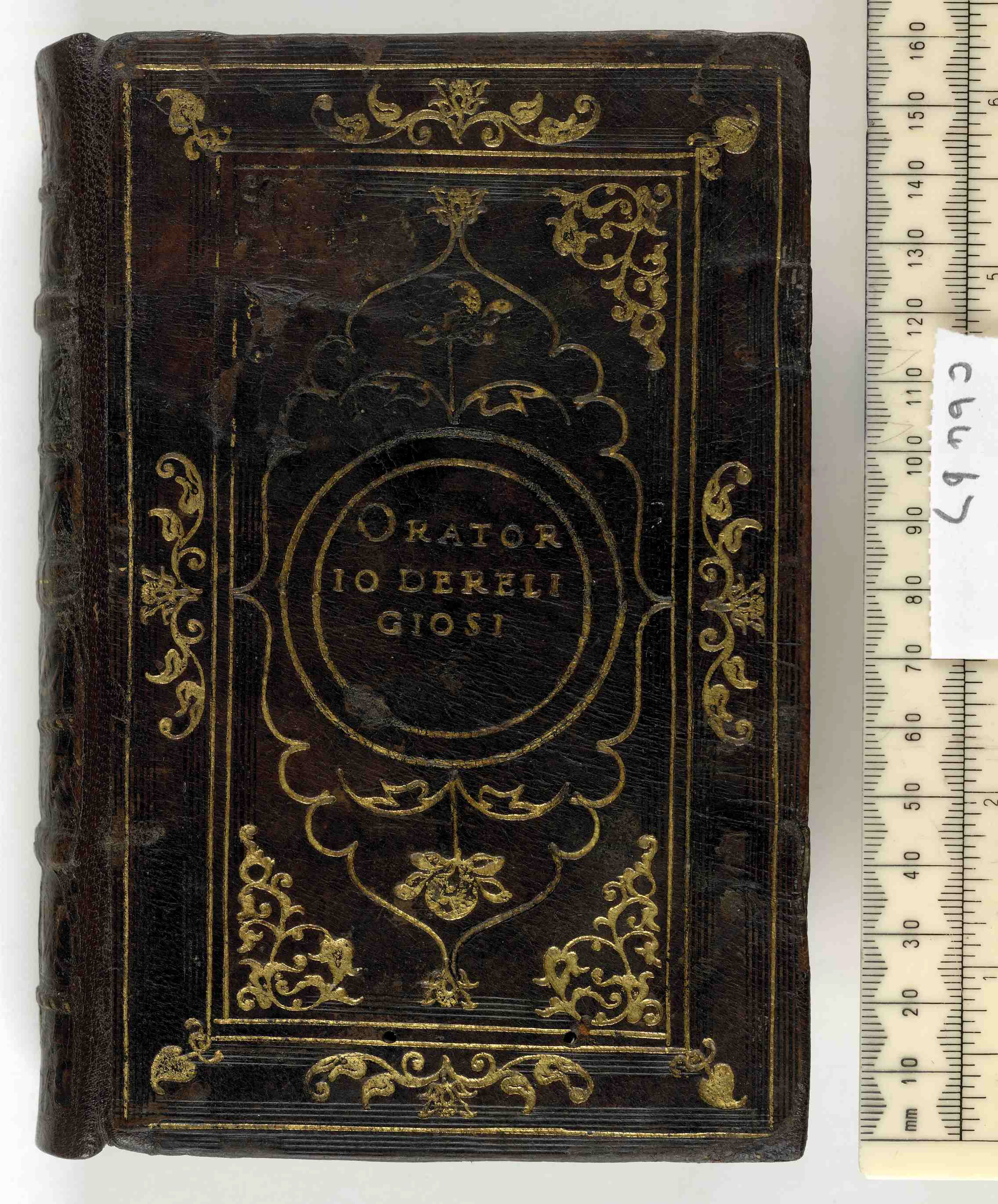
Copia de lOratorio de religiosi, et esercitio de virtuosi tradotta da Lauro e pubblicata nel 1555, conservata presso la British Library

#### Spagnolo, teologia e libri di cavalleria
Nel 1555 tornò a lavorare per Giolito, specializzandosi per lui nella traduzione dallo spagnolo di testi teologici e devozionali: due esempi sono le pubblicazioni delle traduzioni dagli scritti di Antonio de Guevara come l'Oratorio de religiosi, et esercitio de virtuosi (1555) e La seconda parte del libro chiamato Monte Calvario (1556), entrambi più volte ristampati negli anni seguenti per la loro popolarità. Si trattava di lavori su commissione, proseguiti con il Tutte l'opere del reverendo padre fra Luigi di Granata da Luis de Granada, conosciuto anche come la Ghirlanda spirituale, della quale tradusse tre volumi, apparsi nel 1568 ma frutto del lavoro di alcuni anni. Lo straordinario successo commerciale che ottenne questa raccolta in territorio italiano è testimoniato dalle più di dieci ristampe, in vari formati, della stessa edizione; ciò evidenzia l'abilità imprenditoriale di Giolito nel cogliere le aspettative del mercato. Per questa raccolta, Lauro collaborò con altri traduttori, e fu l'ultima opera pubblicata con una sua traduzione. Tra i suoi interessi di questo periodo vi fu il filone del romanzo cavalleresco, iniziato con la traduzione del Lepolemo di Alonso de Salazar del 1521, pubblicata nel 1544; queste versione ebbe vasto successo, raggiungendo undici edizioni pubblicate fino al 1629. Dopo anni di apparente disinteresse, non risultando pubblicate altre traduzioni di questo genere, comparvero sul mercato editoriale veneziano le traduzioni de El caballero del Sol di Pedro Hernández de Villaumbrales in Il cavallier del Sole nel 1557 e la Historia di Valeriano d'Ongaria dal Valerián de Hungría di Dionís Clemente, stampato in due libri dall'editore Bosello tra 1558 e 1559. Mentre Lauro si avviava verso i cinquant'anni d'età, pare quindi che vi fu un rinnovato interesse nel poligrafo per le storie di cavalleria iberiche, tanto che alle precedenti opere seguì la Historia delle gloriose imprese di Polendo figliuolo di Palmerino d'Oliva, pubblicata da Giglio nel 1566. Nonostante nell'incipit si legga che si tratti di una traduzione da un originale spagnolo, è risaputo che questo testo sia opera di Lauro stesso: egli si proponeva di continuare la fortunatissima serie del Palmerin de Olivia, iniziata in Spagna nel 1511. Probabilmente era prevista la pubblicazione di un ulteriore romanzo, seguito diretto di questo, ma questo non vide mai la luce, complice la morte dell'autore. Un'altra traduzione, il Leandro il Bello, pubblicata nel 1560, veniva considerata in passato un'opera originale del Lauro, non essendo conosciuto l'originale spagnolo, ma solo un'edizione in castigliano del 1563 chiamata Leandro el Bel. Anche nel 1917, il bibliografo inglese Henry Thomas cercò di dimostrare come le differenze tra le due versioni e i visibili errori della versione in spagnolo dovessero essere frutto di una poco felice traduzione dall'italiano. Solo agli inizi degli anni 2000 la linguista Anna Bognolo ritrovò una lettera di Pedro de Luján, scrittore spagnolo, in cui è presente la dedica di quest'opera a Juan Claros de Guzmán, XI conte di Niebla. Da questa riscoperta, la composizione del Leandro viene datata tra il 1550, inizio del periodo di attività dell'autore, e la morte di de Guzmán nel 1556.

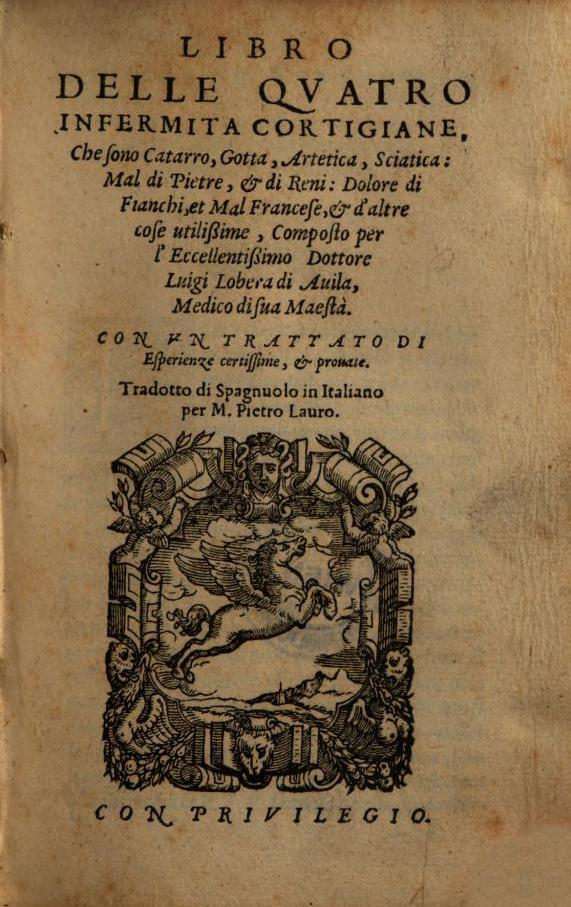
Frontespizio del Libro delle quatro infermità cortigiane di Luis Lobera de Ávila, tradotto da Lauro nel 1558

Non sono noti concretamente quali fossero i motivi che spinsero Lauro a iniziare a tradurre testi dallo spagnolo, ma per i volgarizzatori delle lingue classiche a lui contemporanei la lingua spagnola era considerata una "porta d'accesso" al latino: anche per altri intellettuali come Pietro Aretino questo idioma risultava a loro facilmente comprensibile (e quindi traducibile) per chi invece aveva una buona conoscenza della lingua latina.

#### Testi medici e morte
Tra 1556 e 1559 si cimentò nelle traduzioni di testi di medicina e alchimia: il primo tra questi fu Tesauro di Euonomo Filatro de rimedii secreti, manuale per la distillazione di medicamenti, pubblicato sotto pseudonimo da Conrad Gessner, che nella versione italiana venne corredato da una notevole serie di illustrazioni silografiche. Apparvero poi il De' secreti di natura o Della quinta essentia libri due di Raimondo Lullo e il De cose minerali et metalliche nel 1557, seguito da Niccolò Mutoni, Il luminare maggiore, utile e necessario a tutti li medici, et speciali… con un breve commento di Iacopo Manlio e, dallo spagnolo l'anno seguente, l'operetta di Luis Lobera de Ávila Libro delle quatro infermità cortigiane, che sono catarro, gotta, artetica, sciatica, mal di pietre et di reni, dolore di fianchi et mal francese, et altre cose utilissime.
Morì probabilmente a Venezia nel 1568 o negli anni immediatamente successivi, lasciando la moglie Gioconda e i suoi figli. Di costoro non si conosce il numero esatto: stando alle sue lettere, egli ebbe prima due figli di nome Paolo e Angela, e almeno altri due figli molto più giovani, chiamati Cipriano e Concordia. Lauro fece poi un generico accenno ad altre "figlie" e citò un altro maschio, Vincenzo, senza però fornire informazioni ulteriori.

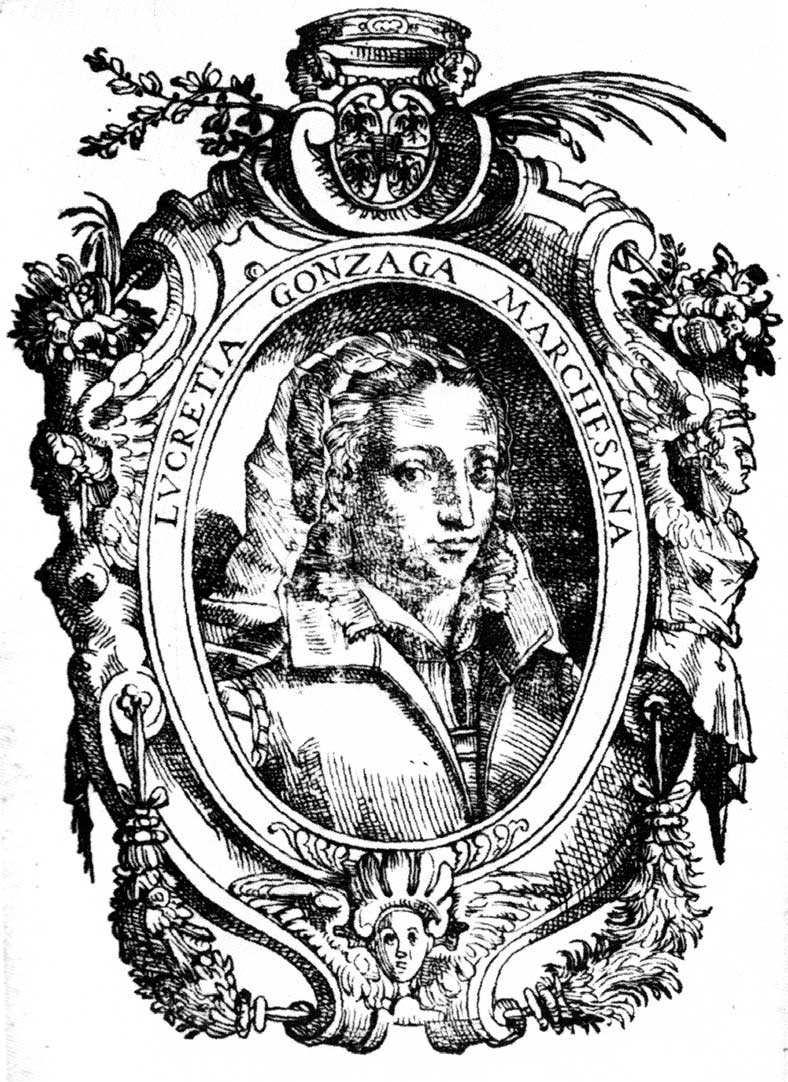
Stampa raffigurante ritratto di Lucrezia Gonzaga di Gazzuolo

## Punti d'incontro con la Riforma
Gli interessi eterodossi di Lauro furono probabilmente influenzati dal contatto con circoli riformati tedeschi (come intuibile dalle sue lettere), lasciando presagire anche interazioni con quelli dell'Italia settentrionale, confermati dalle deposizioni in alcuni processi per eresia. Ambrogio Cavalli, già elemosiniere di Renata di Francia, durante il processo dinanzi all'Inquisizione di Roma che lo avrebbe portato alla morte nel 1557, affermò:
In un altro processo, un imputato di nome Ettore Donati dichiarò che «In Venetia ho sentito dire che messer Lauro era infetto». In una lettera dell'11 novembre 1561, Giovanni Domenico Roncalli, figura di spicco dei filocalvinisti veneziani, nonché guida dei protestanti di Rovigo, promise al Lauro di integrare di 10 ducati la dote di una sua figlia nubile, a condizione che la ragazza andasse in moglie a un giovane che avesse «cognizione della vera fede». Roncalli ratificò l'impegno nel testamento rogato poco dopo, nello stesso 1561. Lauro fu in ottimi rapporti anche con Ortensio Lando: questi, vicino per un certo periodo a Lucrezia Gonzaga di Gazzuolo, la convinse a scrivere al poligrafo modenese. Dati anche i sospetti e le accuse di eresia che la nobildonna e letterata suscitò nella sua vita, alcune allusioni presenti nelle lettere di Lauro a «molti travagli i quai m'hanno tenuto in esercizio assai spiacevole» e a dei «casi miei» che fecero preoccupare il corrispondente, furono forse dettati da un timore di aver suscitato l'interesse dell'Inquisizione con il carteggio. Nelle stesse, confessò anche di aver paura di lasciare la Repubblica veneta per motivi religiosi, affermando che coloro che lasciavano lo Stato fossero «sospesi et dubbiosi».

Le credenze del poligrafo influenzarono anche le sue traduzioni, in cui alcuni brani furono modificati volontariamente in italiano per aderire meglio agli ideali riformati. Se ne può trovare un esempio nel De inventoribusrerum di Virgili, in cui un intero capitolo fu completamente modificato e censurato: mentre l'autore originale intendeva condividere la sua idea per cui dovesse essere confermato il celibato per sacerdoti e presbiteri, Lauro omise alcune frasi e invertì il significato di altre, per suggerire e diffondere un ideale più vicino alle predicazioni di Martin Lutero.

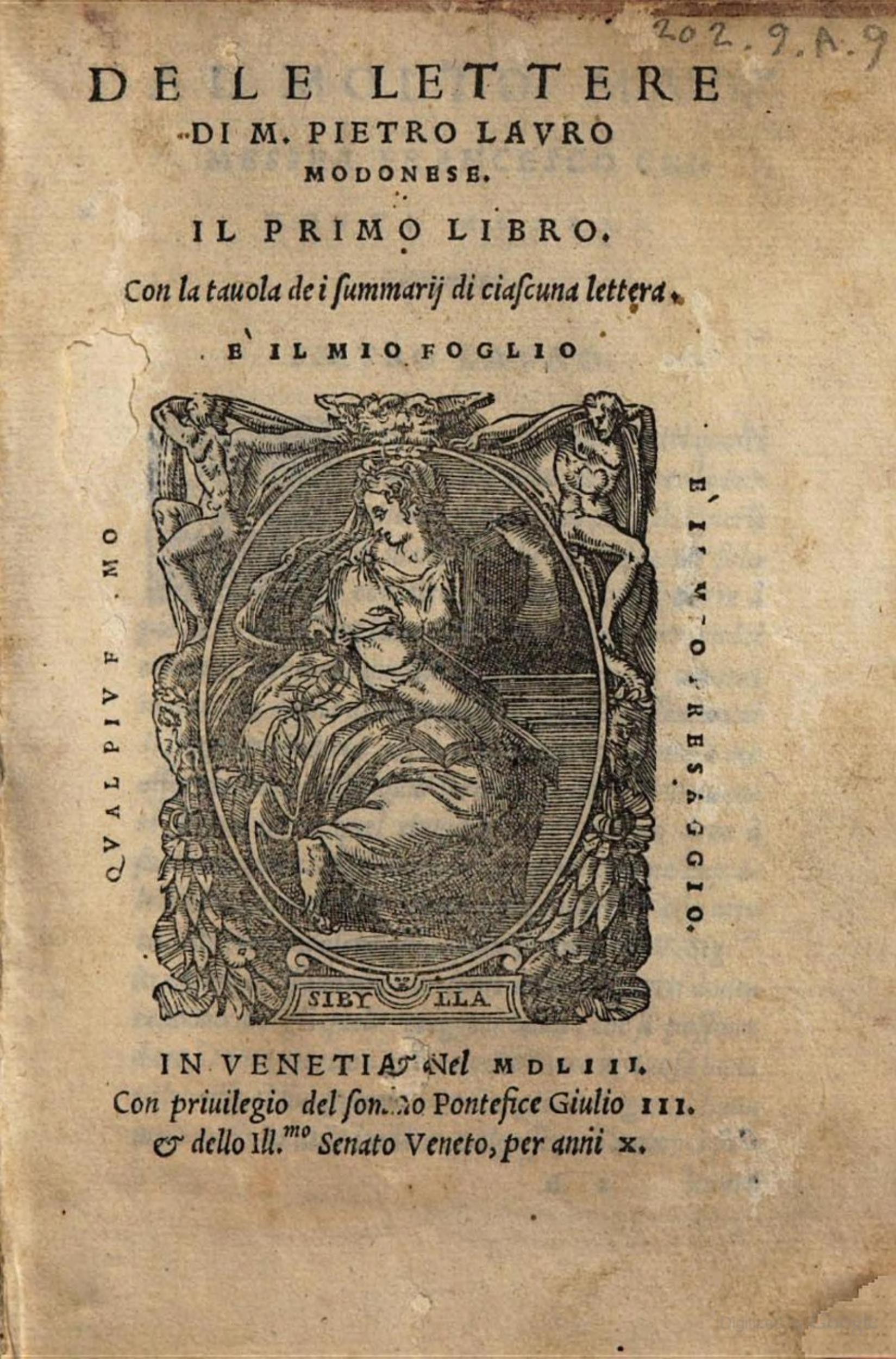
Frontespizio del libro De le lettere di M. Pietro Lauro modonese, pubblicato nel 1553

## Epistolari
Lauro divenne famoso nella sua epoca per i due libri contenenti le sue corrispondenze e lettere, stampati rispettivamente nel 1552 (con una seconda ristampa nel 1553) e nel 1560 da Giolito e Comin da Trino. È grazie a questi testi che sono noti i suoi numerosi contatti con alcuni dei maggiori esponenti dell'umanesimo italiano, sia residenti a Venezia, come Lazzaro Bonamico, Natale Conti e Sebastiano Erizzo, sia abitanti in altre città della penisola, come Luca Contile. Altre missive erano indirizzate ai suoi editori o a teologi, la maggior parte dei quali frati domenicani del convento della basilica dei Santi Giovanni e Paolo, in cui prese i voti in quel periodo Remigio Nannini. Circa la metà delle lettere era indirizzata a stranieri, per la maggior parte tedeschi, a conferma della sua frequentazione di ambienti riformati. I contenuti degli scambi epistolari spaziavano da questioni riguardanti la morale e la politica, ma anche l'economia, le arti, le proprie questioni private e la società. La raccolta non è divisa in ordine cronologico, bensì per "concetti": Lauro cercò di dividerli in base all'argomento, cercando poi di riunirli per delineare il suo ideale; questa divisione rende però l'opera molto confusa e non sempre coerente e continuativa.
La raccolta ha un'impostazione didascalica, dimostrata dalla mancanza di tavole con i nomi dei destinatari; è però presente un indice delle materie trattate in ciascuna epistola. Da queste si possono ricavare non solo preziose informazioni sulla persona e sulla vita di Lauro, ma anche su quelle dei vari destinatari e mittenti delle lettere, grazie alla frequente rivelazione dei loro ideali e preoccupazioni. Secondo Iraneo Sanesi, l'opera potrebbe in realtà essere un finto epistolario e un esercizio di retorica, imitando i Paradossi di Ortensio Lando. Ne sarebbe una dimostrazione come il Lauro avrebbe risposto a Lucrezia Gonzaga di Gazzuolo, confortandola per la perdita del marito Giampaolo Manfrone, e di come la stessa avrebbe risposto in toni estremamente incensatori nei confronti del modenese. Secondo lo stesso Sanesi, le lettere della stessa Gonzaga sarebbero state scritte da Lando, date le somiglianze nel linguaggio con le opere dell'umanista milanese.
Questi scambi di corrispondenze risultano interessanti anche per quanto riguarda l'ambito della religione: infatti, da esse si possono ricavare molto connessioni tra intellettuali dell'epoca sospetti di avere delle simpatie riformistiche. Tra le personalità dell'epoca presenti nelle raccolte si possono trovare Girolamo Molin, Nicolò Da Ponte, Jacopo Zane, Giorgio Gradenigo, i già citati Erizzo e Contile, e, soprattutto, Domenico Venier, tra i più sospettati di simpatizzare per le correnti riformistiche.

Il poligrafo scrisse all'amico Sebastiano Fausto di non essere convinto di voler pubblicare la raccolta, in quanto non sicuro dell'effettivo interesse che questa avrebbe riscosso. Il primo libro venne dedicato al nobile fiorentino Francesco Chimenti, mentre il secondo al banchiere tedesco Johann Jakob Fugger, membro della famiglia dei Fugger e nipote di Anton Fugger. Quest'ultimo si distinse per un mecenatismo quasi dissennato, che portò al dissesto finanziario l'impresa famigliare, sostenendo economicamente sia Lauro che alcuni suoi amici intellettuali.

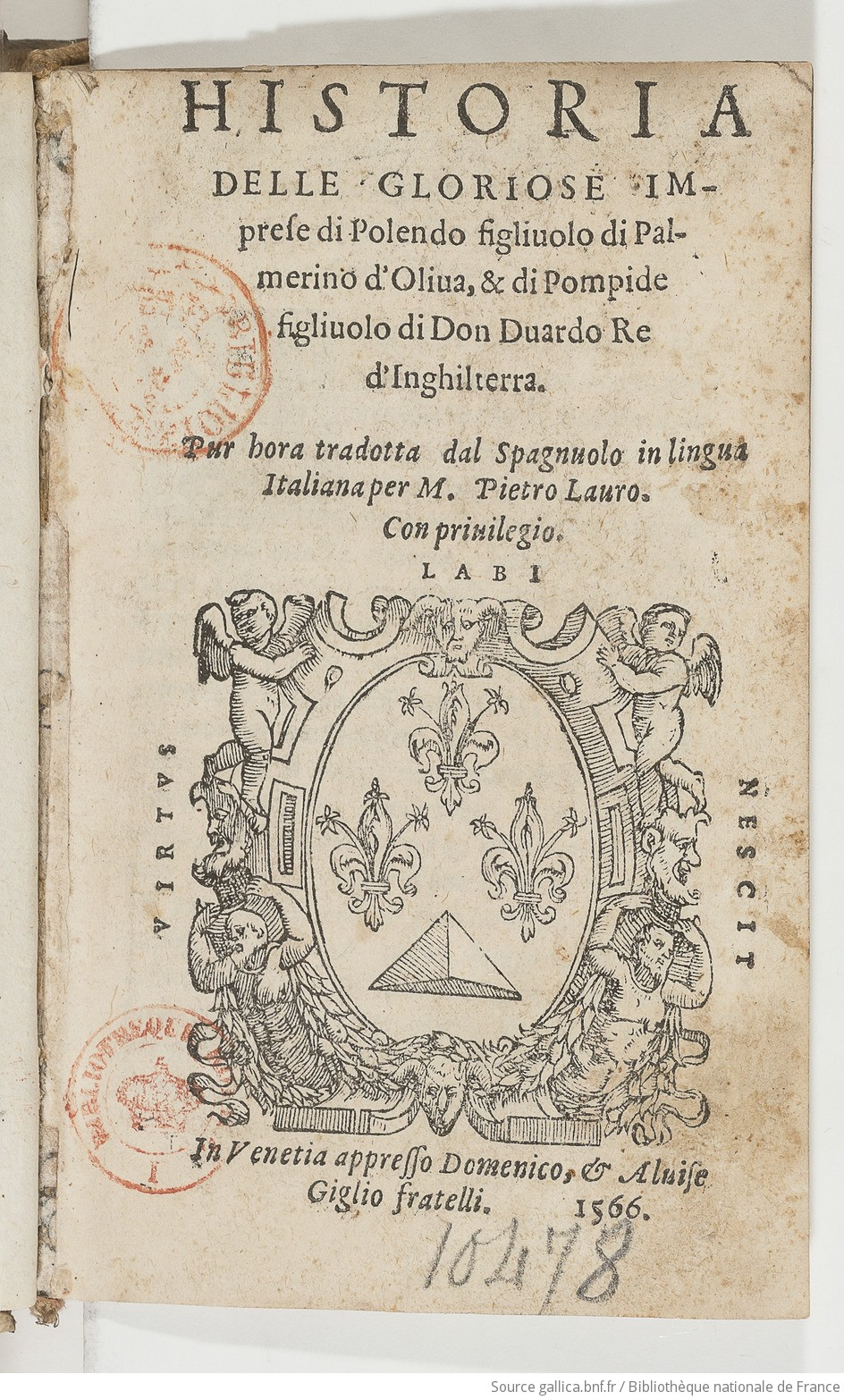
Frontespizio dell'Historia delle gloriose impresi di Polendo, figliuolo di Palmerino di Oliva, e di Pompide figliuolo di don Duardo re d'Inghilterra

## Polendo
Historia delle gloriose impresi di Polendo, figliuolo di Palmerino di Oliva, e di Pompide figliuolo di don Duardo re d'Inghilterra, più conosciuto con il titolo abbreviato di Polendo dal nome di uno dei suoi protagonisti, è un poema cavalleresco scritto da Lauro e pubblicato nel 1566. Si tratta di una continuazione del Primaleón di Francisco Vázquez, secondo libro tra quelli iberici contenuti nel ciclo dei Palmerini, oltre che all'ultimo libro in generale del suddetto ciclo.
La storia parla delle gesta eroiche e delle avventure di molti personaggi: Polendo, figlio di Primaleone e re della Tessaglia, per salvare il figlio Franciano rapito, lascia la propria patria, dove la moglie Francelina verrà uccisa durante la sua assenza. Si risposerà con la principessa d'Armenia Diamantina, dopo aver messo in salvo il figlio e aver vendicato la sua prima consorte. Intanto, Pompide scopre di essere figlio illegittimo di Don Duardos, re d'Inghilterra, partendo alla sua ricerca per convincerlo a diventare cavaliere. Raggiunta la Scozia, si innamora della regina Drusilla e dopo averla salvata da un rapimento la prende in sposa, avendo un figlio, di nome Ricadoro. Da qui inizieranno a venire raccontate le storie di altri personaggi, ripresi dai precedenti libri o totalmente inventati da Lauro, e si seguirà la crescita dei due figli Franciano e Ricadoro, nelle loro prime avventure da cavalieri.

Nonostante alcune discordanze con gli altri libri, il Polendo mostra per la prima volta le capacità narrative di Lauro, al di fuori del mondo della traduzione. Ispirato probabilmente dal successo avuto dalla serie (di cui tradusse alcuni libri), viene particolarmente apprezzata la sua gestione dei personaggi: nel libro si possono notare l'intreccio tra le storie di un numero ragguardevole di protagonisti, formando una storia molto complessa. Ciò è stato ottenuto riprendendo le idee di alcuni altri titoli comparsi nel ciclo dei Palmerini; gli viene anche riconosciuto lo sviluppo e l'approfondimento delle storie di alcuni personaggi presenti ma trascurati nelle altre storie. Lauro aveva intenzione di dare una seconda parte alla sua opera, come si può leggere sia a più riprese nel corso della lettura e nel finale, in cui viene scritto:
(Polendo, capitolo 101)
Lauro non pubblicò mai la continuazione della storia, forse complice anche la sua dipartita nel 1568, avvenuta dunque due anni dopo la pubblicazione del Polendo.

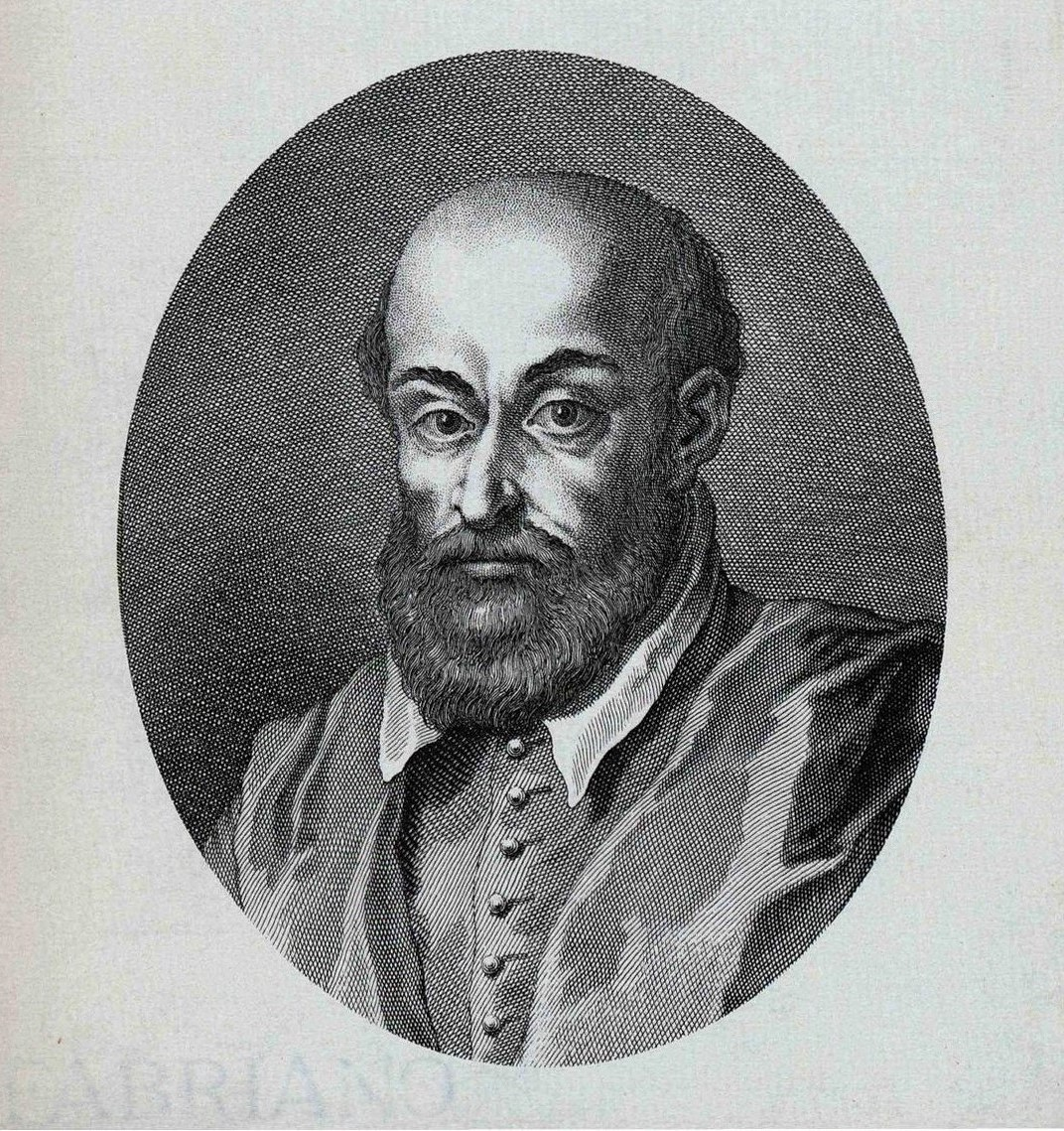
Incisione del 1727 raffigurante Lodovico Castelvetro, filologo del XVI secolo

## Giudizio sulle traduzioni
Le traduzioni di Lauro hanno suscitato giudizi contrastanti, tant'è che già quando Lauro era ancora in vita vennero alzate numerose critiche nei confronti dei suoi lavori. Castelvetro afferma che egli «ardì di tradurre Columella e altri Latini», nonostante non conoscesse altro che i rudimenti della lingua latina. Anche lo stesso Tiraboschi nel Settecento, pur cercando di difendere la posizione e l'operato del modenese, ammise che, nonostante la sua vasta produzione, Lauro non dovesse avere una cultura così vasta: lo si intuirebbe sia dagli errori banali compiuti in semplici traduzioni, sia da quelli compiuti nell'esposizione di alcuni concetti. Secondo invece George Francis Hill, numismatico statunitense che catalogò la medaglia su cui è inciso l'unico ritratto di Lauro noto agli studiosi, questa sua incapacità sarebbe rappresentata nella medaglia stessa. Infatti, nel retro è presente l'iscrizione:

Secondo lo stesso Hill, ciò sarebbe un riferimento alla scarsa qualità delle sue traduzioni. Nel Cinquecento invece ne tesserono le lodi alcune figure di spicco dell'epoca come Lucrezia Gonzaga e Ortensio Lando, definendolo uno scrittore elegante e raffinato, ma questi pareri sarebbero viziati dalla conoscenza personale con questi soggetti del diretto interessato.

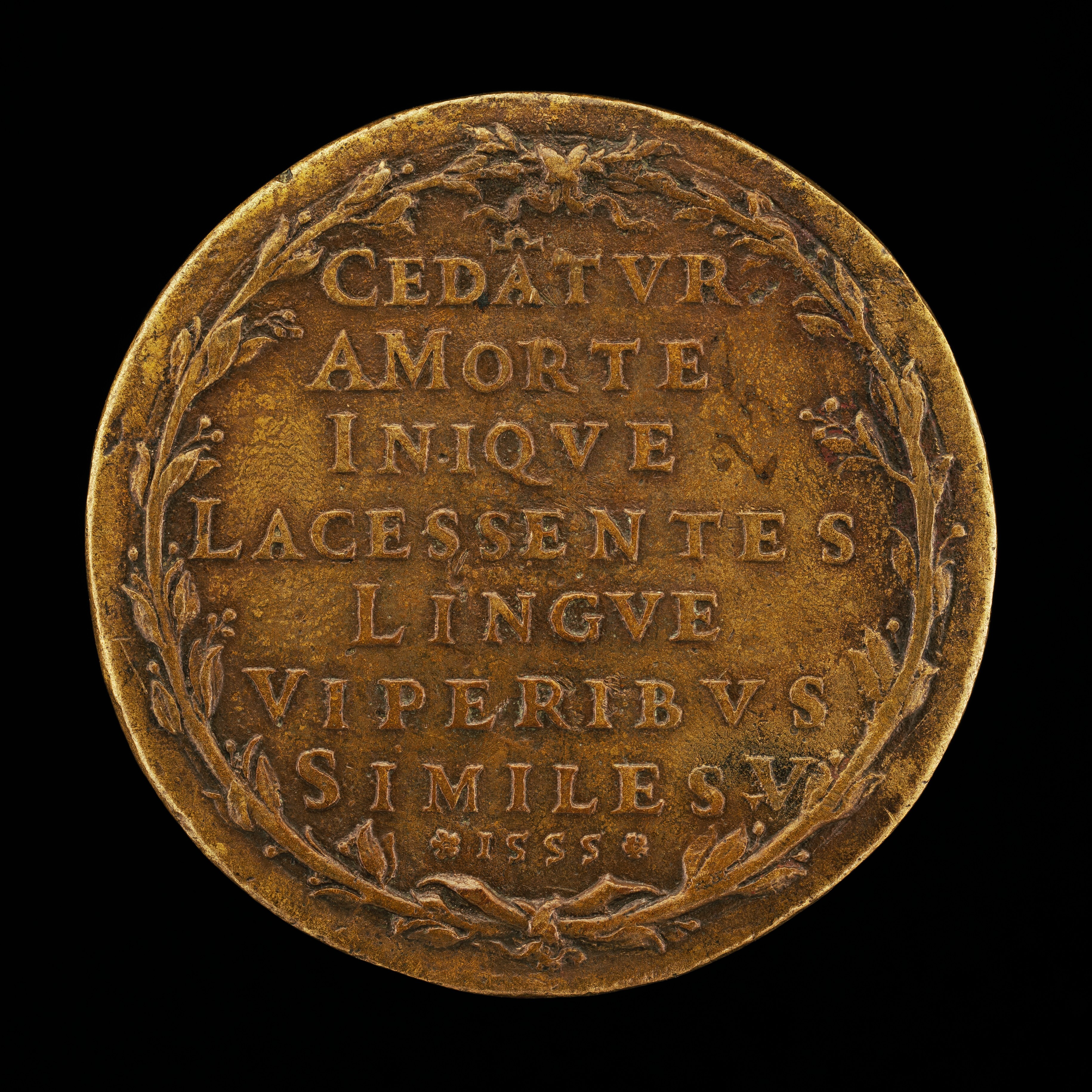
Il retro della medaglia di Vittoria con il volto di Lauro: qui è presente l'iscrizione Ceda(n)tur A Morte Inique Lacessentes Lingue Viperibus Similes. Le maiuscole restituiscono il nome Camillus V.

### Il lavoro di Lauro oggi
Gli studiosi odierni tendono ad essere più clementi con l'operato di Lauro: egli dovette lavorare alacremente per poter farsi affidare dagli editori-stampatori dell'epoca il maggior numero possibile di testi, da poter tradurre anche contemporaneamente, con carichi lavorativi estenuanti. I suoi datori, che imponevano scadenze ristrette, richiedevano che la traduzione dei testi seguisse i gusti del pubblico, sorvolando sulla qualità e sulla revisione di cui un'opera letteraria a tutti gli effetti necessiterebbe. Inoltre, per anni dopo l'invenzione della stampa i traduttori non vennero tutelati in alcuna maniera.
Per questo, in alcune opere, come i Colloquia familiaria, sono apprezzati i suoi tentativi di rendere alcuni termini e modi di dire usati da Erasmo da Rotterdam più famigliari per il pubblico veneziano, usando vocaboli, proverbi e locuzioni marcatamente tipiche dell'Italia nord-orientale o forme di parole non propriamente corrette, ma atte a facilitarne la comprensione per la loro funzione descrittiva, così come la semplificazione di temi complessi con riformulazioni facilitate, amputando descrizioni accessorie per snellire il testo e rendere più scorrevole la lettura. Anche alcuni suoi cambiamenti totalmente parziali e volontari sono stati descritti come funzionali nel complesso del suo lavoro.
Essendo i suoi testi rivolti non solo all'aristocrazia veneta, ma anche alla nuova classe degli arricchiti, che non conosceva il latino, questi testi aiutarono in maniera decisiva la diffusione della conoscenza sia dei testi classici, che del sapere scientifico, grazie all'utilizzo di un linguaggio di connotazione popolare. Gli viene anche riconosciuta una certa destrezza nell'affrontare argomenti molto diversi tra loro, oltre che un ottimo senso della scelta durante la cernita personale dei titoli da tradurre.
Nonostante ciò, le volute omissioni di parti anche importanti del testo originale, non riportate nelle sue rielaborazioni o addirittura censurate e le traduzioni letterali di intere pagine, che rendono alcuni passaggi goffi, imprecisi e relegati in secondo piano, nonostante l'importanza che posseggono nell'opera originale sono ancora oggi oggetto di disamine negative da parte degli studiosi.

## Opere

### Opere originali
- Petri Lauri Mutinensis Preludium ad copiam dicendi, ubi et obiter muliebre ingenium mobile et varium, porut [sic]copia dicendi potuit, exprimitur. Venetiis, mensis Iunij, Giolito, 1539.
- De le lettere di m. Pietro Lauro modonese. Il primo libro. Con la tavola de i summarij di ciascuna lettera, Tramezzino, 1552.
- Delle lettere di messer Pietro Lauro. Libro secondo. Con la tavola de i summarij di ciascuna lettera, Comin da Trino, 1560.
- Historia delle gloriose imprese di Polendo figliuolo di Palmerino d'Oliua, et di Pompide figliuolo di don Duardo re d'Inghilterra. Pur hora tradotta dal spagnuolo in lingua italiana per m. Pietro Lauro, Giglio, 1566.

### Traduzioni e volgarizzazioni
- Artemidoro Daldiano philosofo eccellentissimo Dell'interpretatione de sogni novamente di greco in volgare tradotto per Pietro Lauro modonese, Giolito, 1542. Traduzione de Oneirocritica di Artemidoro di Daldi.
- Costantino Cesare De notevoli et utilissimi ammaestramenti dell'agricoltura di greco in volgare tradotto per Pietro Lauro modonese, con la tauola di tutto ciò che nell'opera si comprende, Giolito, 1542. Traduzione dei Geoponica di Cassiano Basso.
- Chronica di Giovanni Carione con mirabile artificio composta, nella quale comprendesi il computo de gli anni, i mutamenti ne i regni e nella religione, et altri grandissimi successi. Nuouamente tradotta in volgare per Pietro Lauro modonese, Tramezzino, 1543. Traduzione della Chronica di Johannes Carion.
- Il disprezzo del mondo opera bellissima et utile e necessaria a cadauno christiano novamente di latino in volgar tradotta, per Pietro Lauro modonese con la tauola de tutte le materie e capitoli che sono ne l'opera, Comin da Trino, 1543. Traduzione del De miseria humanae conditionis di Lotario dei conti di Segni.
- Ditte Candiano della guerra Troiana. Darete Frigio della rovina Troiana. Declamatione di Libanio Sofista. Marsilio Lesbio dell'origine d'Italia, e de i Tirreni. Archiloco de tempi. Beroso dell'antichità. Manethone de i re d'Egitto. Methastene Persiano del giudicio de tempi, et annuali historie de Persiani. Quinto Fabio Pittore dell'Aurea età, e dell'origine di Roma, Valgrisi, 1543. Traduzione degli Auctores vetustissimis di Annio da Viterbo.
- Polydoro Virgilio di Urbino De la origine e de gl'inventori de le leggi, costumi, scientie, arti, et di tutto quello che a l'humano uso conuiensi, con la espositione dil Pater nostro, ogni cosa di latino in volgar tradotto da Pietro Lauro modonese, con la tauola di ciò che si contiene ne l'opera, Giolito, 1543. Traduzione del De inventoribusrerum di Polidoro Virgili.
- Arriano di Nicomedia, chiamato nuouo Xenofonte de i fatti del Magno Alessandro re di Macedonia. Nuouamente di greco tradotto in italiano per Pietro Lauro modonese, Tramezzino, 1544. Traduzione dell'Anabasi di Alessandro di Arriano.
- Lutio Giunio Moderato Columella De l'agricoltura libri XII. Trattato de gli alberi del medesimo, tradotto nuouamente di latino in lingua italiana per Pietro Lauro Modonese, Tramezzino, 1544. Traduzione del De re rustica di Lucio Giunio Moderato Columella.
- Giosefo De l'antichita giudaiche. Tradotto in italiano per m. Pietro Lauro modonese, Cesano, 1544. Traduzione dell'Antichità giudaiche di Flavio Giuseppe.
- Historia d'Egesippo tra i christiani scrittori antichissimo de le valorose imprese fatte da giudei ne l'assedio di Gierusaleme, e come fu abbattuta quella città, e molte altre del paese, breue somma del medesimo di quanto è compreso ne l'opera. Tradotta di latino il italiano per Pietro Lauro modonese, Tramezzino, 1544. Traduzione da San Girolamo.
- Catalogo de gli anni et principi da la creatione de l'huomo, sin'à 1540 dal nascere di Christo, opera quanto dir si possa utilissima, per Valerio Anselmo Raid composta, e nuouamente di latino in uolgare tradotta, per Pietro Lauro modonese, Tramezzino, 1544. Secondo il Tiraboschi si tratterebbe piuttosto di un'opera originale del Lauro.[96]
- Historia del valorosissimo Cavallier de la Croce, che per sue gran prodezze fu a l'imperio de Alemagna soblimato. Tratta nuovamente da l'idioma spagnuolo in lingua italiana, Tramezzino, 1544. Traduzione del Lepolemo di Alonso de Salazar.
- Opere utilissime in medicina di Polibio illustre medico, descepolo et successo d'Hippocrate Coo, tradotte nuovamente di greco in italiano, per Pietro Lauro modonese, Comin da Trino, 1545. Traduzione delle opere di Polibio.
- Colloqui famigliari di Erasmo Roterodamo ad ogni qualità di parlare et spetialmente a cose pietose accomodati. Tradotti di latino in italiano, per m. Pietro Lauro modonese, Valgrisi, 1545. Traduzione dei Colloquia familiaria di Erasmo da Rotterdam.
- Di Carlo Stefano le herbe, fiori, stirpi, che si piantano ne gli horti, con le uoci loro più proprie et accomodate. Aggiuntoui un libretto di coltiuare gli horti, tradotto in italiano per Pietro Lauro modonese, Valgrisi, 1545. Traduzione del Seminarium, et plantarum fructiferarum praesertim arborum quae post hortos conseri solent di Charles Estienne.
- Di Carlo Stephano seminario over plantario de gli alberi che si piantano con i loro nomi et de' frutti parimente. Aggiuntoui l'arbusto, il fonticello, e'l spinetto, de l'istesso autore. Tradotti in lingua italiana, per Pietro Lauro modonese, Valgrisi, 1545. Traduzione del Seminarium, et plantarum fructiferarum praesertim arborum quae post hortos conseri solent di Charles Estienne.
- Vineto di Carlo Stefano nel quale brevemente si narrano i nomi latini antichi, et volgari delle viti, e delle uve. Raccolto ogni cosa da gli antichi scrittori, e accomodat'a questo nostro uso di hoggi di, Valgrisi, 1545. Traduzione del Vinetum di Charles Estienne.
- Dell'vfficio del marito verso la moglie, dell'istitutione della femina christiana, uergine, maritata, o uedoua, et dello ammaestrare i fanciulli nelle arti liberali. Opera veramente non pur diletteuole ma anco utilissima, Valgrisi, 1546. Traduzione del De institutione feminae Christianae di Juan Luis Vives.
- I dieci libri de l'architettura di Leon Battista de gli Alberti fiorentino, huomo in ogni altra dottrina eccellente, ma in questa singolare; da la cui prefatione breuemente si comprende la commodità, l'utilità, la necessità, e la dignità di tale opera, e parimente la cagione, da la quale è stato molto a scriverla: Novamente da la latina ne la Volgar lingua con molta diligentia tradotti, Valgrisi, 1546. Traduzione del De re aedificatoria di Leon Battista Alberti.
- I cinque libri delle antichita de Beroso sacerdote caldeo con lo commento di Giovanni Annio di Viterbo. Con lo commento di Giouanni Annio di Viterbo teologo eccellentissmo. Il numero de gli altri autori che trattano de la antichità si legge ne la seguente pagina. Tradotti hora pur in Italiano per Pietro Lauro Modonese. Baldissera Constantini, 1550. Voglarizzazione del Commentaria super opera diversorum auctorum de antiquitatibus loquentium di Annio da Viterbo, basato su una falsificazione dell'autore di un'opera di Berosso.
- Le piaceuoli et ingeniose questioni di Plutarcho, trattate in varii et diuersi conuiti d'huomini di raro intelletto de la Grecia, nuouamente tradotte in uolgare per Pietro Lauro Modenese, Comin da Trino, 1551. Traduzione dei Moralia di Plutarco.
- Oratorio de religiosi, et esercitio de virtuosi composto dal reverendo monsignor don Antonio di Gueuara. Di nuouo tradotto di spagnuolo in italiano per Pietro Lauro, Giolito, 1555. Traduzione del Oratorio de religiosos y exercicio de virtuosos compuesto por el illustre señor don Antonio de Guevara di Antonio de Guevara.
- Tesauro di Euonomo Filatro de rimedii secreti. Lib. fisico et medicinale, et in parte chimico et economico, cerca' l preparare i rimedij, et sapori diuersi, sommamente necessario a tutti i medici, et speciali. Aggiontoui molte, et diuerse figure de fornaci. Tradotto di latino in italiano, per m. Pietro Lauro, Sessa, 1556. Traduzione del De secretis remediis di Conrad Gessner.
- La seconda parte del libro chiamato monte Caluario che espone le sette parole, che disse Christo in sù la Croce. Composto dall' illustre sig. don Antonio di Gueuara, vescouo di Modognetto. Tradotto nuouamente di spagnuolo in italiano per m. Pietro Lauro. Con tre tauole, la prima è de'capitoli, la seconda delle autorità, figure et profetie, esposte dall'autore, et la terza delle cose notabili, che in tutta l'opera si contengono, Giolito, 1556. Traduzione del La segunda parte del libro llamado Monte Calvario. Compuesto por el reverendíssimo señor don Antonio de Guevara de buena memoria, obispo que fue de Mondoñedo di Antonio de Guevara.
- Il cauallier del sole, che con l'arte militare dipinge la peregrinatione della vita humana ... Tradotto nuouamente di spagnuolo in italiano per messer Pietro Lauro, Sessa, 1557. Traduzione de El caballero del Sol di Pedro Hernández de Villaumbrales.
- Raimondo Lullo Maiorico filosofo acutissimo, et celebre medico De' secreti di natura, ò Della quinta essentia. Libri due. Alberto Magno sommo filosofo, de cose minerali, et metalliche. Libri cinque. Il tutto tradotto da m. Pietro Lauro, Sessa, 1557. Traduzione di varie opere di Raimondo Lullo.
- Libro delle quatro infermita cortigiane, che sono catarro, gotta, artetica, sciatica, mal di pietre, et di reni, dolore di fianchi, et mal francese, et d'altre cose utilissime, composto per l'eccellentissimo dottore Luigi Lobera di Auila ... Con vn trattato di esperienze certissime, et provate. Tradotto di spagnuolo in italiano per m. Pietro Lauro, Sessa, 1558. Traduzione del Libro de las quatro enfermedades cortesanas (catarro o rheuma, la gota, la calculosis renal y la sífilis o mal de bubas, que era considerado el más cortesano de todos los males) di Luis Lobera de Ávila.
- Historia di Valeriano d'Ongaria nella quale si trattano le alte imprese di caualleria fatte da Pasmerindo re d'Ongaria per amor della ... prencipessa Alberitia, Bosello, 1558. Traduzione de La Crónica del muy alto príncipe y esforçado cavallero Valerián de Ungría di Dionís Clemente.
- Luminare maggiore, vtile et necessario a tutti li medici, et speciali, raccolto da Nicolo Mutoni medico da molti eccellentissimi medici con vn breue commento di Jacopo Manlio; et il lume et il tesoro de speciali. Nuouamente tradotti in lingua volgare per Pietro Lauro et da molti errori espurgati, Bariletto, 1559. Traduzione dei testi di Niccolò Mutoni.
- Leandro il Bello, Tramezzino, 1560. Traduzione del Leandro el Bel di Pedro de Luján, in passato considerata opera originale.
- Fiori di consolatione ad ogni fedel christiano necessarii, a passare l'onde di queste miserie humane, senza rimaner sommerso. Con i rimedi ad ogni infirmità spirituale composti delle sententie della Sacra Scrittura, et de' santi dottori catolici. Raccolti dal reuerendo padre fra Tomaso di Valenza, dell'ordine di San Domenico, et tradotti dallo spagnolo per m. Pietro Lauro Modonese, Giolito, 1562. Traduzione di testi di Tommaso di Villanova.
- Trattato dell'oratione et devotione, del r. p. fra Luigi di Granata... Nuovamente tradotto di spagnuolo in italiano da m. Pietro Lauro... E questo è il quarto fiore della nostra ghirlanda spirituale, Giolito, 1564. Traduzione di testi di Luis de Granada.
- Deuotissime meditationi per i giorni della settimana tanto per la mattina come per la sera. Composte dal r.p.f. Luigi di Granata dell'Ordine de' padri predicatori... Nuouamente tradotta da Pietro Lauro modonese ... Questo è il terzo fiore della nostra Ghirlanda spirituale., Giolito, 1568. Traduzione di testi di Luis de Granada.
- Tutte l'opere del r. padre fra Luigi di Granata dell'Ordine di san Domenico. Nelle quali con molto feruor di spirito, con gran dottrina, et con incredibile facilità, s'ammaestra un cristiano di quanto gli può far bisogno, dal principio della sua conversione fino alla perfettione. Nuouamente tradotte di spagnuolo in italiano da diuersi auttori, e con molta diligentia riviste, et adornate di postille, che mostrano le sententie più, Giolito, 1568. Traduzione di testi di Luis de Granada.[97]